# Walckenaeria aurata
Walckenaeria aurata is een spinnensoort uit de familie hangmatspinnen (Linyphiidae). De soort komt voor in de Mexico.